# Xavier Eluère
Xavier Marie Louis Antoine Eluère (ur. 8 września 1897 w Issé, zm. 5 lutego 1967 w Saint-Privat-des-Prés) – francuski bokser, brązowy medalista olimpijski w wadze ciężkiej (Antwerpia 1920). W walce pólfinałowej przegrał z Sørenem Petersenem.